# Montana
Il Montana (in inglese , [mɒnˈtænə]; sigla MT) è uno Stato federato degli Stati Uniti d'America, classificato tra gli Stati occidentali.
Il nome Montana deriva dalla parola spagnola montaña che significa "montagna"; infatti il terzo occidentale dello Stato contiene numerose catene montuose, ma nel Montana si trovano anche catene montuose minori, per un totale di 77 catene che fanno parte delle Montagne Rocciose. Il Montana ha diversi soprannomi, nessuno dei quali ufficiale, tra cui Big Sky Country (lo Stato del grande cielo), e The Treasure State (lo Stato del tesoro), e slogan che comprendono Land of the Shining Mountains (terra delle montagne che brillano) e, più recentemente, The Last Best Place (l'ultimo posto migliore).
Lo Stato risulta essere il 4º Stato più esteso ma solo il 44° per popolazione e il 48° più densamente abitato, risultando quindi tra i meno popolati tra tutti i 50 Stati. L'economia si basa principalmente sull'agricoltura, incluso il ranch, del grano duro e di altre coltivazioni di grano. Le altre attività economiche principali sono l'estrazione del petrolio, il gas, il carbone e l'estrazione mineraria, il legname e infine il settore con la più ampia crescita, il turismo: milioni di turisti visitano ogni anno il Parco nazionale dei ghiacciai e il monumento alla battaglia del Little Bighorn; tre dei cinque ingressi del Parco nazionale di Yellowstone sono dal Montana. Nel Montana vi è la più grande concentrazione di orsi grizzly degli Stati Uniti, dopo l'Alaska; qui inoltre si trova uno dei fiumi più brevi del mondo, il Roe.
Il suo codice postale è MT.

## Geografia fisica
Con un'area di 376978 km², lo Stato del Montana è il quarto più grande degli Stati Uniti (subito dopo l'Alaska, il Texas e la California). All'estremo nord, il Montana divide con il Canada 877 km di un confine che è parte del confine indifeso più lungo al mondo. I confini dello Stato sono, per l'esattezza, con le province canadesi della Columbia Britannica, dell'Alberta e del Saskatchewan. Ad est il Montana confina con il Dakota del Nord e per un breve tratto con il Dakota del Sud, a sud con il Wyoming e ad ovest e sud-ovest con l'Idaho.
È interessante notare che il confine tra Montana e Idaho segue in parte lo spartiacque continentale delle Americhe, per poi deviare verso la catena delle Biterroot Range. Storicamente, si danno varie spiegazioni per questa deviazione, inclusa la leggenda fantasiosa che gli addetti alla compilazione delle mappe ufficiali si sarebbero persi durante il tragitto. In realtà, la versione più realistica pare essere che un inviato del presidente Lincoln, incaricato di proporre una linea di confine, abbia trovato migliore accoglienza (e forse ricche donazioni) presso i rappresentanti del Montana che quelli dell'Idaho.
Il Montana è conosciuto per la sua regione montuosa occidentale che rappresenta la parte più settentrionale della catena delle Montagne Rocciose della regione fisica delle Grandi Pianure. Si noti poi che anche ad est dello spartiacque continentale, si incontrano un buon numero di cosiddetti Island Ranges ("massicci isolati") che punteggiano il panorama delle grandi praterie.

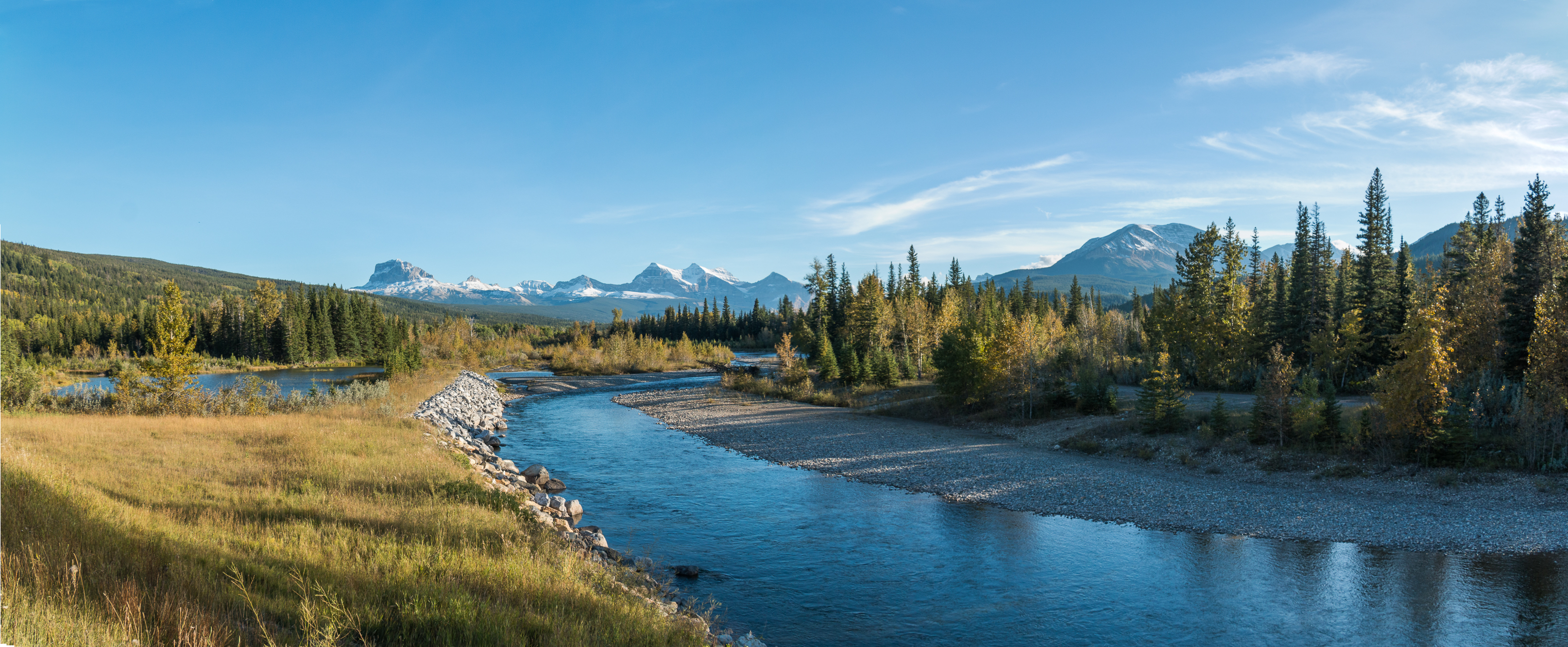
Il fiume Belly nel Waterton Lakes National Park

La parte più settentrionale dello spartiacque continentale, dove il passaggio dal paesaggio montano alla prateria è più brusco, è comunemente conosciuta come il Rocky Mountain Front (Fronte delle Montagne Rocciose) e ne fa parte il Lewis Range il cui territorio è per gran parte inserito nel Parco nazionale dei ghiacciai. Appartiene a quest'ultimo parco nazionale, famoso per i suoi ghiacciai, il Triple Divide Peak che rappresenta il picco sul quale una goccia di pioggia può finire nel mare Artico, nell'Oceano Pacifico o nell'Oceano Atlantico, a seconda di quale versante scelga di percorrere.

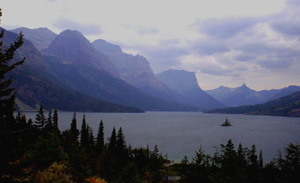
Il lago di St. Mary nel Parco nazionale dei ghiacciai

Procedendo verso sud si incontrano diversi massicci disposti grosso modo parallelamente tra loro: il Gravelly Range, le Tobacco Roots, il Madison Range, il Gallatin Range, le Big Belt Mountains, le Bridger Mountains, i Monti Absaroka, e le Beartooth Mountains che costituiscono il più grande altopiano statunitense al di sopra dei 3000 m e sul quale si trova la cima più alta del Montana, il Granite Peak, 3901 m.
Tra un massiccio e l'altro si aprono vallate dai paesaggi spettacolari, ricchi dal punto di vista agricolo e con fiumi di portate considerevoli. Le più note, anche per lo sfruttamento turistico cui si prestano, sono la Flathead Valley, la Bitterroot Valley, la Big Hole Valley e la Gallatin Valley.

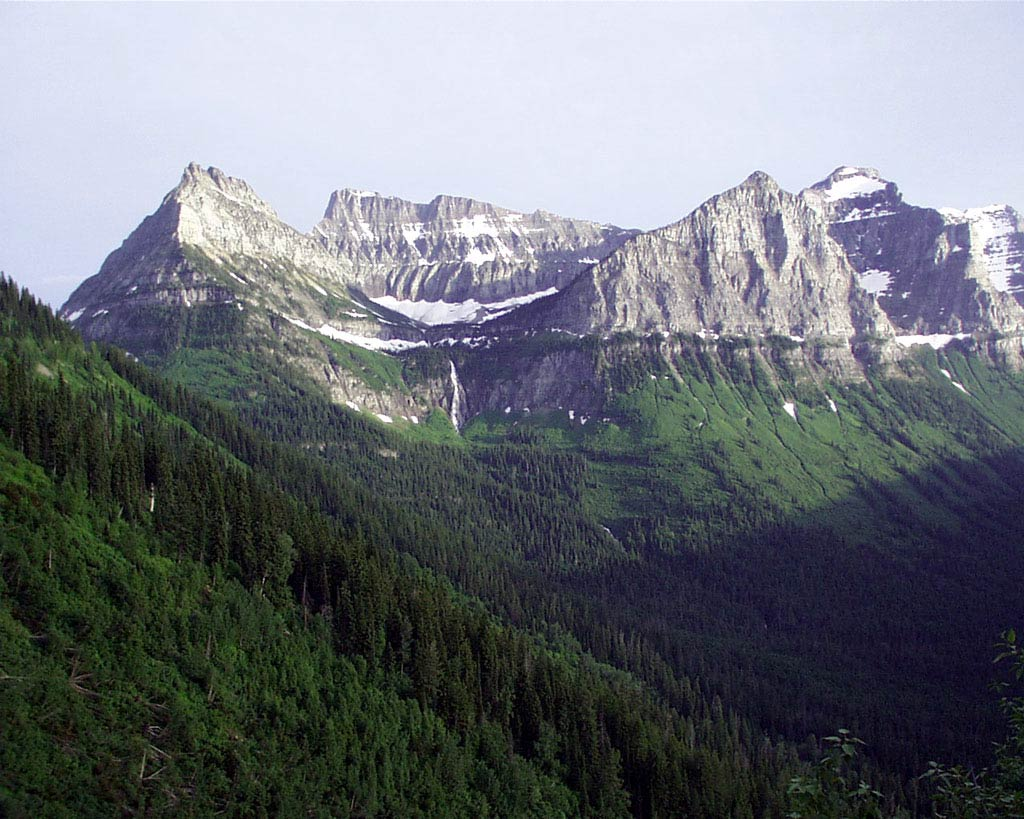
Bird Woman Falls, nel Parco nazionale dei ghiacciai

Spostandosi verso est e verso nord si attraversa la zona delle Grandi Pianure con un paesaggio estremamente piatto, rotto qua e là dalle montagne delle island ranges e da scenografici calanchi che si estendono verso Nord e Sud Dakota, Alberta, Saskatchewan, e Wyoming.
La parte centro-settentrionale dello Stato è caratterizzata dai Missouri Breaks (spaccature del Missouri), una serie di avvallamenti ripidi e di versanti ricoperti da calanchi che risulta difficilmente attraversabile e si sviluppa lungo il corso dell'alto Missouri segnando profondamente il paesaggio. Vi sono poi altre formazioni rocciose come i tre butte (le caratteristiche grandi rocce emergenti e isolate che si stagliano nei paesaggi western) a sud di Great Falls che fanno da punti di riferimento inconfondibili.
Il Montana è attraversato da moltissimi fiumi, gran parte dei quali ideali per la pesca (non solo sportiva), e che soprattutto garantiscono il fabbisogno idrico dello Stato (per altro poco popolato) e forniscono l'energia per le centrali idroelettriche. Il Montana è il solo Stato degli USA a rifornire tutti e tre i bacini idrografici dell'America del Nord come già spiegato in precedenza riguardo al Triple Divide Peak nel Glacier National Park.
Ad ovest è da segnalare il fiume Clark Fork che riceve i fiumi Blackfoot e Bitterroot e infine il fiume Flathead prima di entrare nell'Idaho e, attraverso il Lago Pend Oreille, immettere le sue acque nel fiume Columbia, che poi sfocia nel Pacifico. Il Clark Fork è il fiume con la maggior portata d'acqua di tutto lo Stato mentre il Flathead e il Kootenai sono gli altri due fiumi principali di questa regione.
Ad est, il fiume Missouri, formato dalla confluenza dei fiumi Jefferson, Madison e Gallatin, attraversa la parte centrale dello Stato, passando per i Missouri Breaks ed entrando poi nel Nord Dakota. Il fiume Yellowstone è il più lungo tra i fiumi privi di dighe e con il corso completamente libero di tutto il Nord America. Altri importanti tributari del Missouri nel territorio del Montana sono il fiume Milk, il Marias, il Tongue e il Musselshell. Tutti questi fiumi appartengono al bacino idrografico del Mississippi e quindi le loro acque finiscono nel Golfo del Messico.

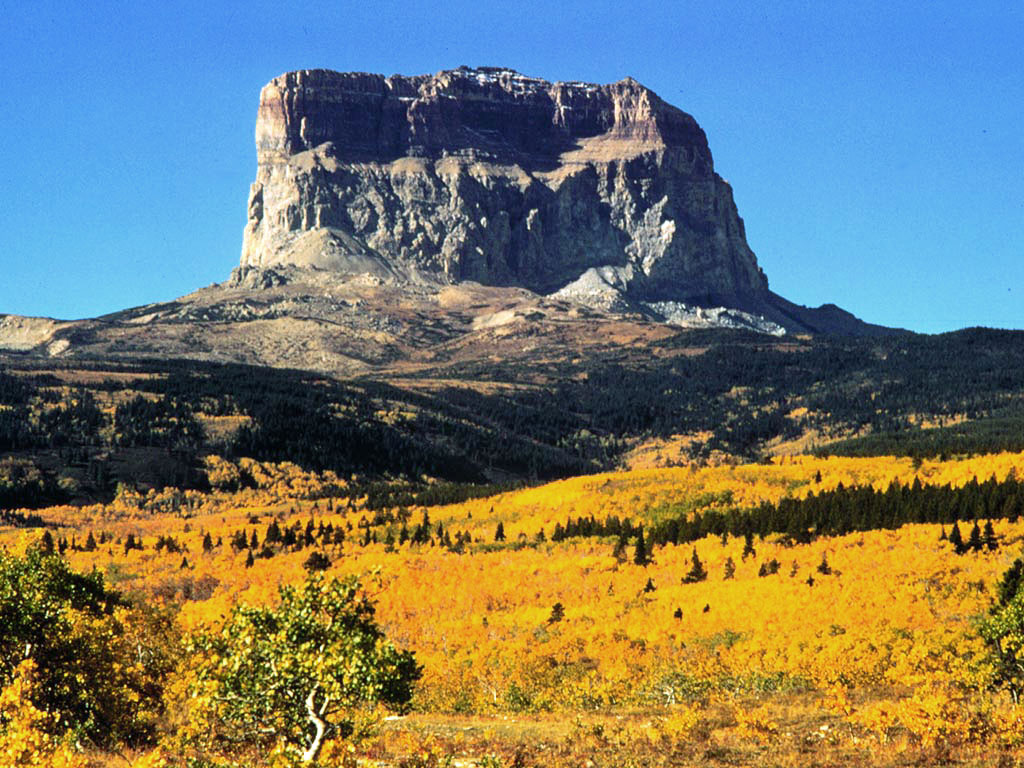
Veduta della Chief Mountain nei pressi della frontiera tra il parco nazionale Glacier e la riserva indiana dei Piedi Neri

Oltre a questi grandi fiumi vi sono anche importanti laghi come il Lago Flathead, il più grande lago di acqua dolce degli Stati Uniti ad ovest della regione dei Grandi Laghi. Ci sono poi dei bacini artificiali di notevole ampiezza, il più importante dei quali è senz'altro rappresentato dal "Fort Peck Reservoir", sul fiume Missouri, contenuto dalla più grande diga in terra del mondo.
Nel territorio del Montana vi sono il Parco nazionale dei ghiacciai parte del Parco nazionale di Yellowstone, comprendente 3 dei 5 accessi complessivi dello stesso. Altri siti riconosciuti a livello federale sono il Monumento nazionale del Little Bighorn, la "Bighorn Canyon National Recreation Area", il "Big Hole National Battlefield", le caverne di Lewis e Clark, e il "National Bison Range", una grande riserva nata per preservare il bisonte americano. Il Montana ha 8 Foreste Nazionali e oltre 20 Rifugi Nazionali.
Sono molte anche le riserve indiane che vedono, tra le altre, la presenza delle tribù dei Cheyenne e dei Piedi Neri.

### Flora e fauna

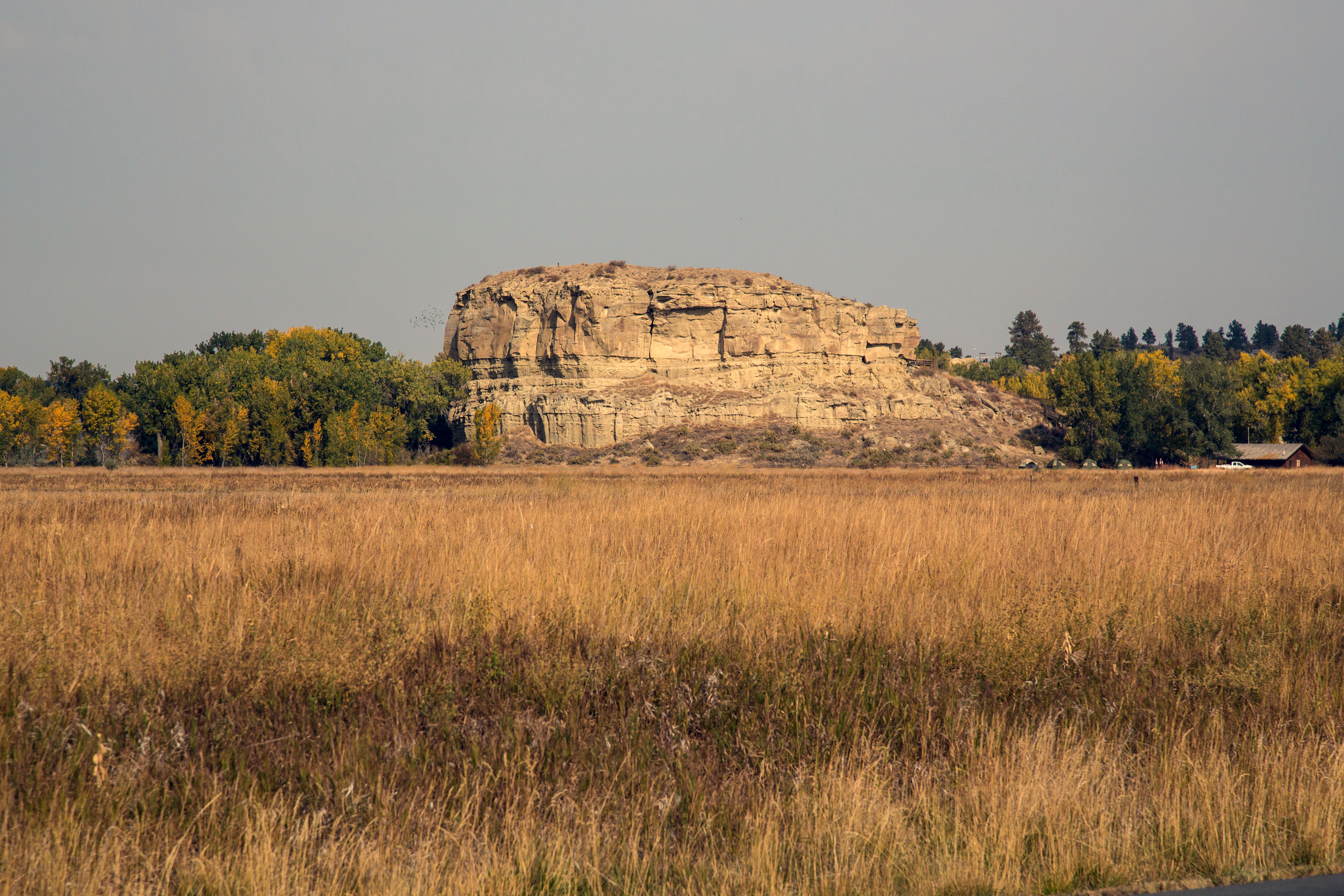
Pompey's Pillar National Monument

La vegetazione dello Stato comprende pinus contorta, pini gialli, abeti di Douglas, larici, pecci, betulle, cedri rossi, tsuga, frassini, ontani, aceri e pioppi delle Montagne Rocciose. Le foreste coprono circa il 25% dello Stato. I fiori nativi del Montana comprendono astri, margherite, lupini, papaveri, primule, aquilegie, gigli, orchidee e dryas. Sono altresì comuni diverse specie di artemisie e cactus, oltre a molte specie di erbe, funghi e licheni.
Nel Montana abitano diverse specie di animali, che comprendono 14 specie di anfibi, 90 di pesci, 117 di mammiferi, 20 di rettili e 427 di uccelli. Inoltre vi sono oltre 10 000 specie di invertebrati, tra cui 180 di molluschi e 30 crostacei. Il Montana conta la maggiore popolazione di orsi grizzly dei 48 Stati contigui. Il Montana ospita cinque specie a rischio a livello federale: il furetto dai piedi neri, la gru americana, il fraticello americano, lo storione pallido e lo storione bianco; inoltre vi sono diverse specie in pericolo come l'orso grizzly, la lince canadese e il pesce toro. Il Dipartimento della Pesca, della Vita Selvatica e dei Parchi del Montana gestisce le stagioni di caccia e pesca per circa 17 specie di pesci, tra cui trote, Walleye e Smallmouth bass e almeno 29 specie di uccelli e animali da caccia, come il fagiano, la starna, l'alce, l'antilocapra, il cervo mulo, il lupo grigio e il bighorn.

### Aree protette
Il Montana contiene il Parco nazionale dei ghiacciai, la "Corona del Continente", e parti del Parco nazionale di Yellowstone, tra cui tre di cinque ingressi del parco. Tra gli altri siti riconosciuti a livello federale vi sono il Little Bighorn National Monument, il Bighorn Canyon National Recreation Area, il Big Hole National Battlefield ed il National Bison Range. Circa 126700 km², il 35% della superficie del Montana, sono amministrati a livello federale o da agenzie di stato. Il servizio forestale del Dipartimento dell'agricoltura degli Stati Uniti d'America amministra circa 68000 km² di foreste in dieci Foreste Nazionali. Vi sono circa 13400 km² di aree comprese in zone naturali che fanno parte del National Wilderness Preservation System, istituito con il Wilderness Act del 1964. L'Ufficio per la Gestione del Territorio del Dipartimento degli Interni degli Stati Uniti d'America controlla 33000 km² di terre federali. L'Ufficio Ittico e della Fauna Selvatica del Dipartimento degli Interni amministra 450 km² dei Rifugi Nazionali della Fauna e delle aree di riproduzione degli uccelli acquatici del Montana. Il Bureau of Reclamation del Dipartimento degli Interni gestisce circa 1200 km² di acque e terre dello Stato, mentre il Dipartimento per la Pesca, la Fauna Selvatica e i Laghi del Montana amministra 55 parchi statali. Per i residenti nello Stato, l'ingresso nei parchi statali è gratuito dietro pagamento di una quota annuale di 9 $, pagabile come parte delle spese di rinnovo della registrazione della propria automobile.
Il Dipartimento del Montana per le Risorse Naturali e la Conservazione gestisce 21000 km² delle terre cedute dal governo federale allo Stato nel 1889, quando il Montana entrò negli Stati Uniti, in base all'Ordinanza sulla Terra del 1785. Queste terre sono gestite dallo Stato per far funzionare le scuole pubbliche e le istituzioni dello Stato.

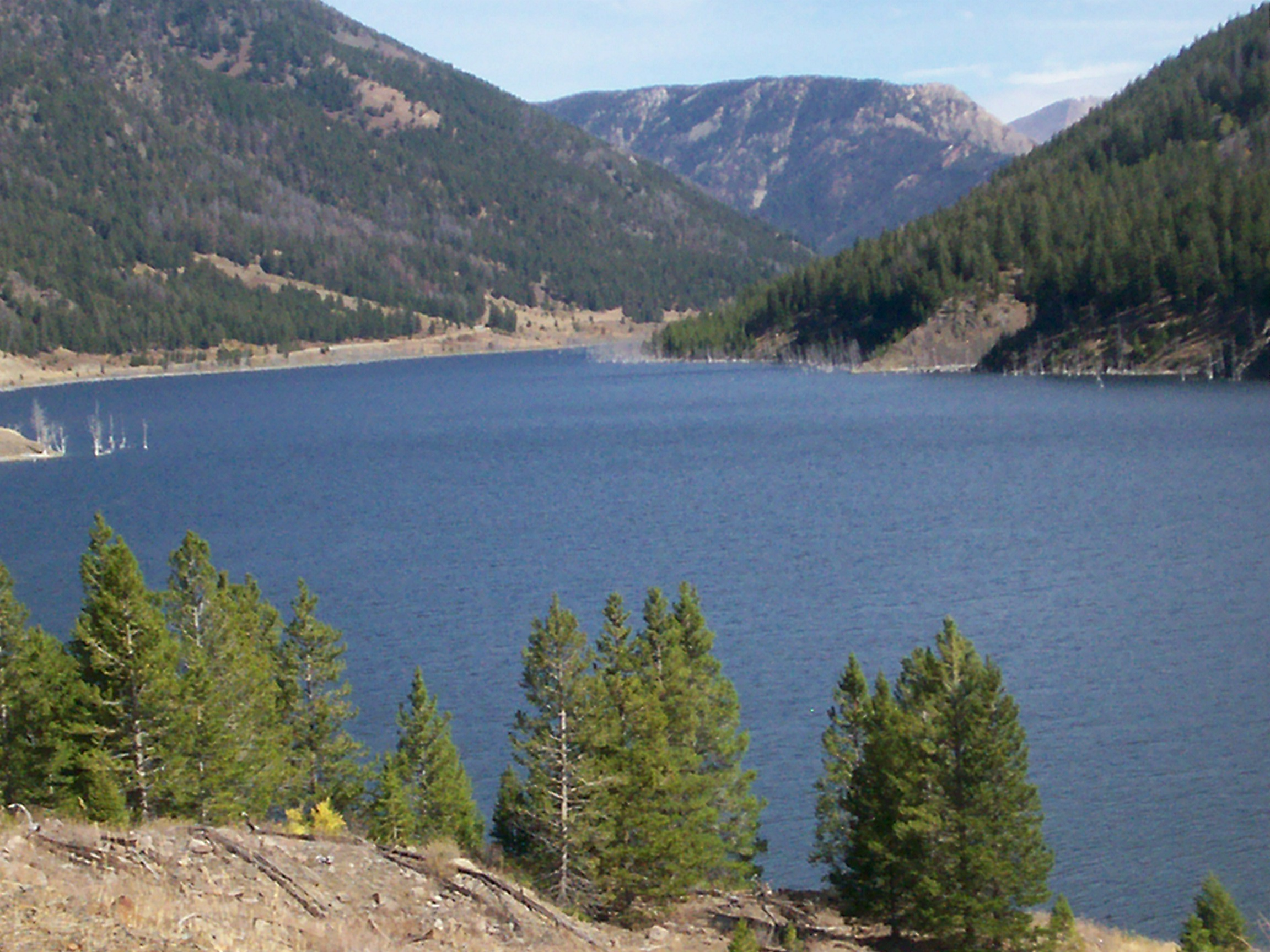
Il Quake Lake fu creato da una frana durante il Terremoto di Yellowstone del 1959.

### Clima

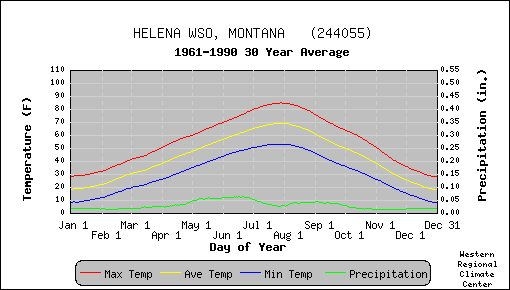
Temperatura e precipitazioni a Helena, la capitale del Montana

Il Montana è un grande stato, con considerevoli variazioni nella sua geografia e il clima è pertanto variegato. Lo Stato si estende da sotto il 45º parallelo nord (a metà della distanza tra l'equatore ed il polo nord), fino al 49º parallelo, e le altitudini variano dai 610 metri fino ai 4 000 metri sul livello del mare. La metà occidentale dello Stato è montagnosa e intervallata da numerose grandi valli. Il Montana orientale è invece pianeggiante e collinoso, con catene montuose rade, e ha un clima continentale steppico (classificazione dei climi di Köppen BSk). Lo spartiacque continentale delle Americhe ha un grande effetto sul clima: riduce il flusso di aria calda che dal Pacifico va verso est, e l'aria più fresca, continentale e secca che si muove verso ovest. L'area ad ovest dello spartiacque ha pertanto un clima costiero del Pacifico settentrionale, con inverni miti, estati fresche, poco vento e una più favorevole stagione agricola Spesso, nelle valli ad ovest dello spartiacque si formano nuvole basse e nebbie in inverno, mentre questi fenomeni si verificano raramente ad est.
Le temperature medie giornaliere variano da −2 °C in gennaio ai 29,2 °C in luglio. Le variazioni della geografia portano a grandi variabilità delle temperature: la temperatura più alta registrata in estate fu di 47 °C il 20 luglio 1893 a Glendive e sul Medicine Lake il 5 luglio 1937. Nello Stato, le notti estive sono generalmente fresche e piacevoli; il clima eccessivamente caldo è molto raro oltre i 1 200 metri di altitudine. In tutti i mesi dell'anno si registrano nevicate sulle aree montane del Montana centrale e occidentale, anche se avvengono raramente in luglio e agosto.

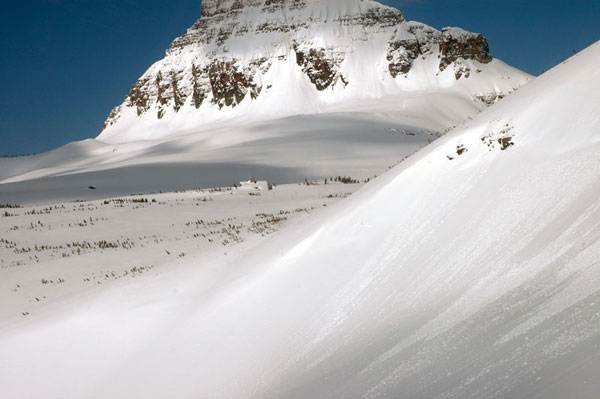
Il Big Drift che copre la Going-to-the-Sun-Road nel Parco nazionale dei ghiacciai, fotografato il 23 marzo 2006.

La temperatura più fredda mai registrata in Montana è anche la temperatura più fredda registrata nei 48 Stati contigui: il 20 gennaio 1954 furono misurati −57 °C alla miniera d'oro di Rogers Pass. Le temperature variano di molto nelle notti fredde, ed Helena, posta a 64 km a sud-est del luogo, ebbe una minima di soli −38 °C nella stessa data. I freddi invernali sono di solito il risultato di fronti freddi provenienti dal Canada; i fronti sono spesso ben definiti, e causano una caduta delle temperature che dura circa 24 ore. Di contro, l'aria che giunge da sud-ovest costituisce i "Chinook". Questi venti stazionari che raggiungono le 25-50 miglia all'ora riescono a riscaldare velocemente vaste aree, specialmente quelle ad est delle montagne, dove le temperature talvolta si alzano sopra i 10-15 °C per periodi di dieci giorni.

## Origini del nome
Il nome Montana deriva dallo spagnolo montaña, che significa "montagna" o, in maniera più estesa, "Stato montagnoso". Montaña del Norte fu il nome dato dai primi esploratori spagnoli all'intera regione montagnosa dell'ovest.
Il nome Montana, originariamente scelto dal Comitato congressuale sui Territori, fu contestato più volte durante la transizione da territorio a Stato, sulla base del fatto che una larga porzione orientale del territorio del Montana è effettivamente formata da praterie e non montagne. Altri nomi furono suggeriti, tra i quali il nome nativo di Shoshone, ma dato che l'autorità finale sulla nomenclatura apparteneva al Comitato dei Territori, il nome Montana rimase.

## Storia

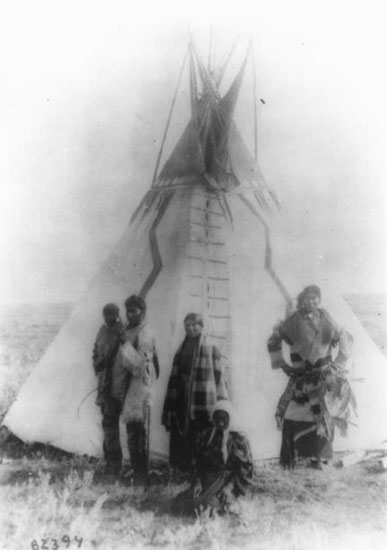
Famiglia Assiniboin, Montana, 1890-91

Diversi popoli indigeni vissero nel territorio dell'attuale Montana per migliaia di anni. Le tribù storiche incontrate dagli europei e dai nuovi abitanti degli Stati Uniti comprendevano i Crow nell'area centro-meridionale, i Cheyenne nel sud-est, i Piedi Neri, gli Assiniboin e i Gros Ventre nelle aree centrali e centro-settentrionali, oltre ai Ktunaxa e ai Salish della costa ad ovest. Le tribù minori di Pend d'Oreille e Kalispel vivevano rispettivamente presso il lago Flathead e sulle montagne occidentali.
Le terre del Montana ad ovest del Continental Divide furono parte dell'Acquisto della Louisiana nel 1803; successivamente alla spedizione di Lewis e Clark i commercianti americani, britannici e francesi operarono sia nell'est che nell'ovest del Montana. Fino al Trattato dell'Oregon del 1846 la terra ad ovest della divisione continentale fu contesa tra inglesi e americani, e fu conosciuta come Oregon Country. Il primo insediamento permanente dell'attuale Montana si trova a St. Mary's (1841), presso l'attuale Stevensville. Nel 1847 fu fondato Fort Benton come principale centro per il commercio delle pellicce nelle valli del Beaverhead e del Big Hole dalla Pista dell'Oregon fino alla valle di Clark's Fork.
Il primo oro scoperto nel Montana fu a Gold Creek, presso l'attuale Garrison, nel 1852. Una serie di grandi scoperte minerarie nella porzione occidentale dello Stato a partire dal 1862 fece sì che decine di migliaia di persone si riversassero nella zona alla ricerca di oro, argento, rame, ferro, carbone e in seguito petrolio. La più ricca di tutte le miniere di oro fu scoperta ad Alder Gulch, dove fu fondata la città di Virginia City. Tra gli altri luoghi più ricchi vi erano Last Chance Gulch, dove oggi si trova la capitale Helena, Confederate Gulch, Silver Bow, Emigrant Gulch e Cooke City. Le estrazioni di oro dal 1862 al 1876 raggiunsero i 144 milioni di dollari e l'argento divenne ancora più importante. Le maggiori operazioni di estrazione furono nella città di Butte, che aveva importanti depositi di argento e di rame.

### Territorio del Montana
Prima della creazione del Territorio del Montana (1864-1889), diverse parti di quello che oggi è il Montana erano parte del Territorio dell'Oregon (1848-1859), Territorio di Washington (1853-1863), Territorio dell'Idaho (1863-1864) e Territorio del Dakota (1861-1864). Il Montana divenne un Territorio degli Stati Uniti (Territorio del Montana) il 26 maggio 1864. La prima capitale del Territorio fu Bannack e il primo governatore territoriale fu Sidney Edgerton. La capitale si spostò a Virginia City nel 1865 e infine a Helena nel 1875. Nel 1870 la popolazione non indiana del Territorio del Montana ammontava a 20 595 persone. La Montana Historical Society, fondata il 2 febbraio 1865 a Virginia City è la più antica istituzione ad ovest del fiume Mississippi ad esclusione della Louisiana. Nel 1869 e 1870 partirono rispettivamente le Spedizioni Cook-Folsom-Peterson e Washburn-Langford-Doane, da Helena verso la regione dell'Upper Yellowstone, e portarono direttamente alla creazione del Parco nazionale di Yellowstone nel 1872.

### Conflitti
Mentre gli abitanti bianchi iniziarono a popolare il Montana tra gli anni cinquanta e settanta del XIX secolo, iniziarono le dispute con i nativi americani, principalmente sulla proprietà e il controllo delle terre. Nel 1855 il Governatore territoriale di Washington Isaac Stevens negoziò il trattato di Hellgate tra il Governo degli Stati Uniti e i popoli Salish, i Pend d'Oreille e i Kootenai del Montana occidentale, che stabilì confini per le nazioni tribali. Il trattato fu ratificato nel 1859. Mentre il trattato istituì quella che in seguito divenne la Flathead Indian Reservation, i problemi di interpretazione e la confusione sui termini del trattato portarono i bianchi a credere che la Bitterroot Valley fosse aperta agli insediamenti, ma le nazioni tribali contestarono questi provvedimenti. I Salish rimasero nella Bitterroot Valley fino al 1891.
Il primo insediamento dell'esercito statunitense nel Montana fu a Camp Cooke, sul fiume Missouri nel 1866, per proteggere il traffico dei battelli che si dirigeva verso Fort Benton, sempre in Montana. Nello Stato furono poi istituiti più di una decina di presidi militari. Le pressioni sulla proprietà e il controllo delle terre aumentò a causa delle scoperte di oro in diverse parti del Montana e degli stati circostanti. Le maggiori battaglie durante la guerra di Nuvola Rossa avvennero in Montana: la guerra di Black Hills del 1876, la guerra dei Nez Perce e i conflitti con i Piedi Neri. Tra gli episodi notevoli vi fu il massacro di Marias (1870), la battaglia del Little Bighorn (1876), la battaglia del Big Hole (1877), e la battaglia di Bear Paw (1877). L'ultimo conflitto registrato nel Montana tra l'United States Army e i nativi americani avvenne nel 1887 durante la guerra di Crow, nella nazione del Big Horn. Ai sopravvissuti indiani che avevano siglati i trattati fu chiesto di spostarsi nelle riserve.

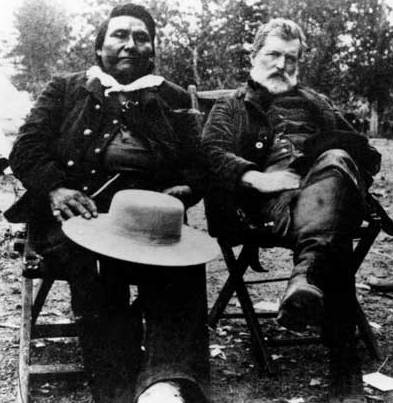
Il comandante Joseph e il colonnello John Gibbon si incontrarono nuovamente sul sito della battaglia del Big Hole nel 1889.

Contemporaneamente a questi conflitti, il bisonte, una specie essenziale e la fonte primaria di cibo dei popoli nativi da secoli, era in via di estinzione. Alcune stime affermano che nel 1870 ci fossero oltre 13 milioni di bisonti nel Montana. Nel 1875, il generale Philip Henry Sheridan chiese ad una sessione congiunta del Congresso di autorizzare la macellazione delle mandrie per togliere agli indiani la loro fonte di cibo. Nel 1884 la caccia commerciale aveva portato il bisonte sull'orlo dell'estinzione; solo 325 bisonti erano sopravvissuti negli interi Stati Uniti.

### Allevamento del bestiame
L'allevamento del bestiame era fondamentale nella storia e nell'economia del Montana sin dal momento in cui Johnny Grant iniziò a far svernare le mandrie nella Deer Lodge Valley intorno al 1850 e commerciò il bestiame nutritosi nelle fertili valli del Montana con emigranti sull'Oregon Trail. Nelson Story portò i primi Longhorn del Texas nel territorio nel 1866. Granville Stuart, Samuel Hauser e Andrew J. Davis diedero inizio a un'operazione di allevamento su ampi pascoli nella Contea di Fergus nel 1879. Il Grant-Kohrs Ranch National Historic Site a Deer Lodge è attualmente mantenuto come retaggio dello stile di allevamento del tardo XIX secolo; viene gestito dal National Park Service, e si estende per 7,7 km².

### Ferrovie
I binari della Northern Pacific Railway (NPR) raggiunsero il Montana da ovest nel 1881 e da est nel 1882; tuttavia, la ferrovia giocò un ruolo maggiore nell'accendere le tensioni con le tribù native negli anni settanta de XIX secolo. Jay Cooke, presidente del NPR, fece effettuare diversi rilievi nella valle dello Yellowstone nel 1871, 1872 e 1873, che furono osteggiati con la forza dai Sioux sotto il capo Toro Seduto. Questi conflitti, in parte, contribuirono al panico del 1873 che ritardò la costruzione della ferrovia nel Montana. I rilievi del 1874, 1875 e 1876 portarono allo scoppio della grande guerra Sioux del 1876. La NPR transcontinentale fu completata l'8 settembre 1883 presso Gold Creek.
I binari della Great Northern Railroad (GNR) raggiunsero il Montana orientale nel 1887 e quando giunsero alle Montagne Rocciose settentrionali nel 1890, la GNR divenne un significativo incentivo al turismo nella regione del Parco nazionale dei ghiacciai. La GNR transcontinentale fu completata il 6 gennaio 1893 a Scenic, nello Stato di Washington.
Nel 1881 la Utah and Northern Railway, una ramo della linea della Union Pacific Railroad, completò una linea a scartamento ridotto dallo Utah settentrionale a Butte, nel Montana. Diverse linee minori operarono nel Montana dal 1881 al XX secolo, inclusa la Oregon Short Line, la Montana Railroad e la Milwaukee Road.

### L'accesso agli USA

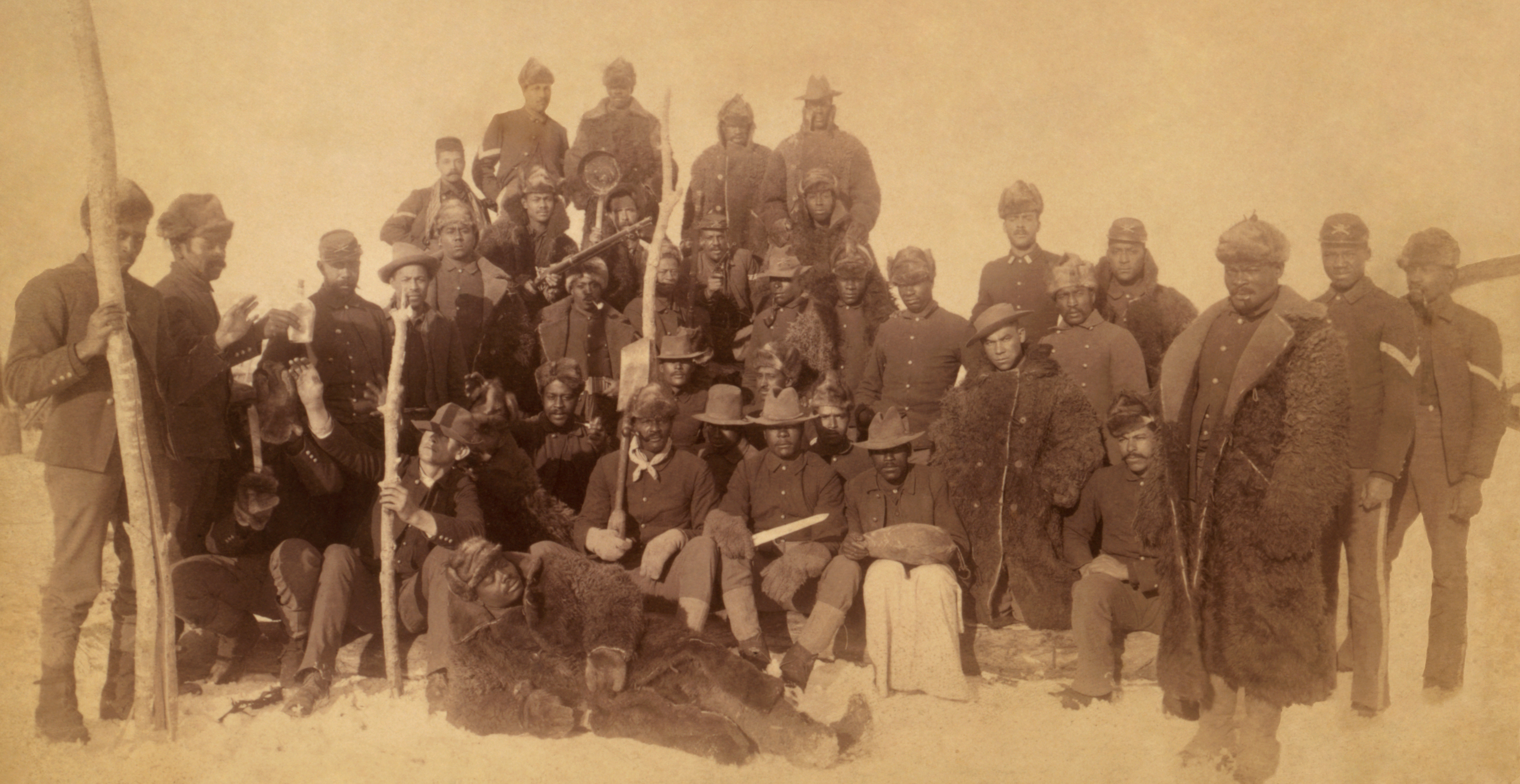
Buffalo Soldiers, Ft. Keogh, Montana, 1890. Il nomignolo fu dato alla "Cavalleria Nera" dalle tribù native americane che essi combatterono.

Sotto il Governatore Territoriale Thomas Francis Meagher, gli abitanti del Montana tennero una convenzione costituzionale nel 1866 in un fallito tentativo di ottenere la qualifica di stato. Una seconda convenzione si tenne a Helena nel 1884 e produsse una costituzione ratificata dal 75% dei cittadini del Montana nel novembre 1884. Per ragioni politiche, il Congresso non approvò l'accesso del Montana all'Unione fino al 1889; il Congresso approvò l'accesso nel febbraio 1889 e il Presidente Grover Cleveland firmò una legge che garantiva la qualifica di Stato a Montana, Dakota del Nord, Dakota del Sud e Washington una volta che le costituzioni degli stati fossero state redatte. Nel luglio 1889 gli abitanti del Montana tennero una terza convenzione costituzionale che produsse una costituzione accettabile dal popolo e dal governo federale. L'8 novembre 1889 il Presidente Benjamin Harrison proclamò il Montana come quarantunesimo Stato dell'Unione. Il primo governatore dello Stato fu Joseph Toole. Negli anni ottanta del XIX secolo, Helena (l'attuale capitale dello Stato) contava più milionari pro capite che ogni altra città degli Stati Uniti.

### Fattorie
L'Homestead Act del 1862 assegnò terre libere ad abitanti che potevano ottenere fino a 0,65 km² di terre federali negli Stati Uniti del Midwest e occidentali. Il Montana non ebbe un grande afflusso di immigranti con questa legge, dato che la porzione di terra assegnata era di solito insufficiente a sostentare una famiglia nei territori aridi. Il primo assegnatario di terra con l'Homestead Act in Montana fu David Carpenter, che ottenne terra presso Helena nel 1868. Il primo assegnamento ad una donna, invece, avvenne presso Warm Springs Creek con Miss Gwenllian Evans, la figlia del pioniere di Deer Lodge, Morgan Evans. Nel 1880 esistevano fattorie nelle valli verdeggianti del Montana centrale e occidentale, ma solo poche nelle pianure dell'est.
Nel 1877 fu approvato il Desert Land Act per permettere l'insediamento nelle terre aride dell'ovest e assegnò 2,6 km² agli abitanti per una tassa di 0,25 $ per ogni acro e con la promessa di irrigare le terre. Dopo tre anni, la tassa passò a un dollaro per acro, ma la terra sarebbe passata di proprietà al coltivatore. Questa legge portò in Montana principalmente allevatori di bestiame e pecore, molti dei quali pascolarono le loro mandrie nelle praterie dello Stato per tre anni, fecero assai poco per irrigare le terre e poi le abbandonarono senza pagare la tassa finale. Alcuni contadini giunsero con l'arrivo della Great Northern Railway e della Northern Pacific Railway negli anni ottanta e novanta del XIX secolo, anche se il numero rimase relativamente basso.

Famiglia di Mennoniti in Montana, c. 1937

Agli inizi del Novecento, James J. Hill della Great Northern iniziò a promuovere l'insediamento nelle praterie del Montana per riempire i suoi treni con abitanti e merci. Seguì anche la costruzione di altre ferrovie. Nel 1902 fu approvato il Reclamation Act, che permise progetti di irrigazione nelle valli orientali del Montana. Nel 1909 il Congresso approvò l'Enlarged Homestead Act, che aumentò l'estensione delle terre libere da 0,6 a 1,3 km² per ogni famiglia e nel 1912 ridusse il tempo di prova a tre anni. Nel 1916 lo Stock-Raising Homestead Act permise la concessione di 640 acri nelle aree non adatte all'irrigazione; questa combinazione di pubblicità e modifiche all'Homestead Act attirò decine di migliaia di nuovi abitanti, incoraggiati dalle terre gratis e dal fatto che la prima guerra mondiale stava facendo salire i prezzi della farina. Inoltre, il Montana in quel periodo stava vivendo un periodo di precipitazioni superiori alla media. I nuovi insediati arrivati in questo periodo furono conosciuti come "Honyockers", o "scissorbills." Nonostante la parola "Honyocker" derivasse probabilmente da un insulto etnico, "Hunyak", il termine fu applicato in maniera derisoria ai nuovi abitanti, etichettati come "pivelli", "novellini" o "impreparati". La realtà era invece che gran parte di questi nuovi coloni aveva avuto in precedenza esperienze di coltivazione.
Tuttavia, i coloni incontrarono una lunga serie di problemi, il primo dei quali era il debito. Inoltre, molti nuovi abitanti provenivano da regioni più umide, ed erano impreparati al clima secco, alla mancanza di alberi e alla scarsità di risorse idriche. Inoltre, le piccole fattorie (inferiori a 130 ha) erano inadatte all'ambiente. Il clima e le condizioni dell'agricoltura erano molto più aspre e secche ad ovest del 100º meridiano e la siccità del 1917-1921 si rivelò devastante. Molte persone lasciarono la zona, e metà delle banche dello Stato andarono incontro alla bancarotta a causa dei mutui che non potevano essere ripagati. Di conseguenza, le dimensioni delle fattorie crebbero, mentre il loro numero diminuiva.
Nel 1910 i fattori chiesero più di 5 milioni di acri, e nel 1923 93 milioni di acri furono destinati alle fattorie. Nel 1910, l'Ufficio per la terra di Great Falls vide circa mille contadini al mese richiedere della terra e vi fu un picco nel 1917—1918 con 14 000 nuovi coloni ogni anno. La siccità del 1919 causò una forte decrescita delle richieste.

### Il Montana e la prima guerra mondiale
Allo scoppio della prima guerra mondiale Jeannette Rankin, la prima donna in America ad essere eletta membro del Congresso degli Stati Uniti, era una pacifista e votò contro la dichiarazione di guerra degli Stati Uniti. Le sue azioni furono comunque molto criticate in Montana, in quanto il sostegno pubblico alla guerra era molto forte e il sentimento degli abitanti del Montana, durante la guerra, raggiunse picchi di iper-patriottismo. Nel 1917-18, a causa di un errore nel calcolo della popolazione del Montana, che all'epoca si attestava intorno ai 400 000 abitanti, il 10% della popolazione dello Stato fu arruolato come volontario o coscritto nelle forze armate. Questi numeri rappresentano un contributo di forza umana superiore del 25% ad ogni altro Stato, su calcoli effettuati pro capite. Circa 1 500 abitanti del Montana morirono a seguito della guerra e 2 437 furono feriti, numeri che pongono ancora una volta il Montana in testa agli altri stati, sempre su calcoli pro capite. La stazione di rifornimento di Miles City fornì 10 000 cavalli per la guerra, più di ogni altra stazione degli USA. La guerra creò un boom per l'industria mineraria dello Stato, per il legname e le fattorie, dato che la domanda per materiali di guerra e di cibo aumentò.
Nel giugno 1917 il Congresso approvò l'Espionage Act, che fu poi esteso nel Sedition Act, approvato nel maggio 1918. Nel febbraio 1918 il Parlamento del Montana aveva approvato il Montana Sedition Act, che fece da modello per la versione federale. Combinate insieme, queste leggi criminalizzarono le critiche al governo degli Stati Uniti e all'esercito attraverso discorsi o altri mezzi. Il Montana Act portò all'arresto di oltre 200 persone e l'incarcerazione di 78 uomini, principalmente di origine tedesca o austriaca. Nel maggio 2006, l'allora Governatore del Montana Brian Schweitzer si scusò pubblicamente in maniera postuma per tutte le persone arrestate per aver violato il Montana Sedition Act.
Tra gli abitanti del Montana che si opposero all'entrata degli USA in guerra vi erano alcuni gruppi di immigrati tedeschi e irlandesi, oltre ad anabattisti pacifisti come gli hutteriti e i mennoniti, molti dei quali erano di origine germanica. Di contrasto, si formarono gruppi pro-bellici, come il Consiglio della Difesa del Montana, creato dal governatore Samuel V. Stewart e da "comitati leali" locali.
Il sentimento di guerra fu complicato dai problemi del lavoro. La Anaconda Copper Company, che era al suo picco storico di produzione del rame, era una forza estremamente potente nel Montana, ma dovette affrontare una forte opposizione da parte dei giornali socialisti e dalla crescente radicalizzazione dei sindacati. A Butte, una comunità multietnica con una notevole popolazione immigrata dall'Europa, i sindacati, e in particolare il neonato Metal Mine Workers' Union, si opposero alla guerra in quanto avrebbe agevolato solamente i grandi interessi minerari e di produzione del legname. Sulla scia della crescita della produzione mineraria e del disastro minerario della Granite Mountain nel giugno 1917, Frank Little, organizzazione di Industrial Workers of the World, arrivò a Butte per organizzare i minatori. Fece alcuni discorsi pubblici con forte retorica anti-bellica; il 1º agosto 1917 fu portato via dalla sua casa da vigilantes mascherati e fu appeso ad un traliccio ferroviario, in un'azione di linciaggio. L'assassinio di Little e gli scioperi che seguirono fecero arrivare a Butte la Guardia Nazionale per riportare l'ordine. Crebbero soprattutto i sentimenti antitedeschi e contro il lavoro, e crearono un movimento che portò all'approvazione del Montana Sediction Act nel febbraio successivo. Inoltre, il Consiglio di Difesa venne trasformato in un'agenzia dello Stato con il potere di perseguire e di punire gli individui coinvolti nella violazione della legge. Il Consiglio approvò anche delle regole che limitavano gli assembramenti pubblici e proibivano di parlare il tedesco in pubblico.
All'inizio dell'azione legislativa nel 1918, le emozioni crebbero. Il procuratore Burton K. Wheeler e diversi giudizi della Corte Distrettuale che esitarono a perseguire o incarcerare alcune persone, furono aspramente criticati. Wheeler fu trascinato di fronte al Consiglio della Difesa, ma riuscì ad evitare una procedura formale, anche se un giudice della Corte Distrettuale di Forsyth fu accusato. Vi furono incendi di libri in lingua tedesca e furono sfiorate molte impiccagioni; il proibizionismo della lingua tedesca rimase in vigore fino ai primi anni venti. A complicare ulteriormente la situazione vi fu l'influenza spagnola del 1918, che portò alla morte più di 5 000 abitanti del Montana.. Questo periodo è stato chiamato da molti storici "Agonia del Montana", a causa della soppressione delle libertà civili che fu posta in atto.

### La depressione
Dopo la prima guerra mondiale iniziò in Montana un periodo di depressone economica, che durò per tutta la Grande depressione fino all'inizio della seconda guerra mondiale. La crisi causò grandi difficoltà ai contadini, agli allevatori ed ai minatori; le produzioni di farina nel Montana orientale resero lo Stato uno dei principali produttori; la farina aveva un contenuto relativamente alto di proteine e influenzava pertanto anche gli altri prezzi.

### Il Montana e la seconda guerra mondiale
Quando gli USA entrarono in guerra il 7 dicembre 1941, molti abitanti del Montana si erano già iscritti alle liste militari per sfuggire dalla povera economia nazionale del decennio precedente. Altri 40 000 residenti entrarono nelle forze armate nel primo anno dopo la dichiarazione di guerra, e circa 57 000 si unirono all'esercito prima della fine della guerra. Questi numeri costituiscono circa il 10% della popolazione totale dello Stato, e il Montana di nuovo contribuì con uno dei più alti rapporti di soldati pro capite di ogni altro Stato. Furono arruolati anche molti nativi americani, inclusi soldati Crow che divennero code talkers. Almeno 1 500 abitanti del Montana perirono in guerra. Il Montana fu anche il terreno scelto per gli allenamenti della Devil's Brigade, un commando americano-canadese che si allenò presso Fort William Henry Harrison per fare esperienza in terreni montagnosi e in condizioni invernali. Furono costruite basi aeree a Great Falls, Lewiston, Cut Bank e Glasgow, alcune delle quali furono utilizzate per preparare gli aerei da inviare agli Alleati in Unione Sovietica. Durante la guerra, circa 30 palloni bomba giapponesi furono lanciati sul Montana, anche se non causarono né vittime, né incendi forestali.
Nel 1940 Jeannette Rankin fu ancora una volta eletta al Congresso, e nel 1941, come aveva fatto nel 1917, votò contro la dichiarazione di guerra degli Stati Uniti. Questa volta fu l'unico voto contro la guerra, e al nascere di proteste pubbliche contro il suo voto, necessitò di protezione da parte della polizia per qualche tempo. Tra gli altri pacifisti vi furono quelli delle "chiese della pace" che in generale si opponevano alla guerra. Molte persone da tutti gli USA che si proclamarono obiettori di coscienza furono inviati nel Montana durante il conflitto per svolgere il compito di spegnere gli incendi provocati dai combattimenti.
Durante il secondo conflitto mondiale, numerosi marinai italiani furono detenuti a Fort Missoula, ove contribuirono, tra l'altro, alla costruzione della U.S. Highway 12.

### La guerra fredda
Nella guerra fredda che seguì il secondo conflitto mondiale, il Montana divenne sede del Servizio di Trasporto Aereo Militare della United States Air Force (1947) per l'addestramento aereo con i Douglas C-54 Skymaster e in seguito sede delle forze aeree e missilistiche strategiche dello Strategic Air Command (1953), presso la Malmstrom Air Force Base a Great Falls. La base ospitò anche il 29º Squadrone di Intercettatori e dell'Air Defense Command dal 1953 al 1968. Nel dicembre 1959 Malmstrom AFB fu scelto come sede del nuovo missile balistico intercontinentale LGM-30 Minuteman. I primi missili operativi furono installati e pronti per l'uso all'inizio del 1962; alla fine dell'anno i missili assegnati alla 341ª Ala Missilistica Strategica avrebbero giocato un ruolo da protagonisti nella crisi dei missili di Cuba. Quando i sovietici rimossero i propri missili da Cuba, il Presidente John F. Kennedy affermò che i sovietici si erano ritirati proprio facendo riferimento ai missili Minuteman in Montana. Lo Stato divenne infine sede del maggiore campo di missili balistici intercontinentali degli Stati Uniti, con estensione di 61000 km².

## Società
Nel 2020 la popolazione del Montana era così divisa:
- Bianchi - 88,9%
  - Ispanici - 4,1%
- Nativi Americani - 6,7%
- Due o più etnie - 2,8%
- Asiatici - 0,9%
- Afroamericani - 0,6%
- Nativi delle Hawaii e delle isole del Pacifico - 0,1%

### Andamento demografico

Andamento della popolazione del Montana dal 1870 al 2018

### Religione
- Cristiani: 86%
  - Protestanti: 55%
  - Cattolici: 24%
  - Mormoni: 5%
  - Altri Cristiani: 2%
- Altre religioni: 3%
- Credenti senza affiliazione: 3%
- Non credenti: 8%
  - Atei: 4%
  - Agnostici: 4%

## Cultura
Molti famosi artisti, fotografi e autori hanno documentato la terra, la cultura e il popolo del Montana negli ultimi 100 anni. Il pittore e scultore Charles Marion Russell, conosciuto come l'"artista cowboy" creò più di 2 000 dipinti di cowboy, indiani e paesaggi ambientati negli Stati Uniti d'America occidentali e ad Alberta. Il C. M. Russell Museum Complex, situato a Great Falls, ospita più di 2 000 opere, oggetti personali e artefatti di Russell.
Evelyn Cameron, naturalista e fotografa di Terry, documentò la vita nelle praterie del Montana all'inizio del XX secolo, scattando fotografie a tutto ciò che la circondava: cowboy, pastori, matrimoni, guadi, vagoni merci, persone al lavoro, aquile, coyote e lupi.
Molti famosi autori del Montana hanno documentato o sono stati ispirati dalla vita nel Montana sia nelle opere di fantasia sia in quelle non di fantasia. Il vincitore del Premio Pulitzer Wallace Stegner, di Great Falls, era spesso chiamato "il Decano degli scrittori occidentali". James Willard Schultz ("Apikuni"), di Browning, è noto principalmente per le sue numerose storie sui Piedi Neri e la loro vita e per i suoi contributi ai nomi di alcune caratteristiche geografiche del Glacier National Park.

### Università
Università del Montana (University of Montana), fondata nel 1893 con sede nella città di Missoula.

## Geografia antropica

### Città
Il Montana ha 56 contee, e lo United States Census Bureau afferma che il Montana comprende 364 "places", divisi tra 129 località incorporate e 235 census-designated places. Le località incorporate consistono di 52 città, 75 cittadine e due città—contee consolidate. Il Montana ha una sola città, Billings, con una popolazione sopra i 100 000 abitanti, e tre città sopra i 50 000: Bozeman, Missoula e Great Falls. Queste tre comunità sono considerate i centri delle tre Aree Metropolitane Statistiche. Lo Stato ha anche cinque Aree Micropolitane Statistiche, centrate nelle città di Bozeman, Butte, Helena, Kalispell e Havre. Queste comunità, esclusa Havre, sono colloquialmente definite le "7 grandi" città del Montana, dato che sono le sette maggiori aree dello Stato, con significative differenze di popolazione rispetto all'ottava in classifica e alle successive. Secondo il censimento del 2010, le sette maggiori città del Montana sono nell'ordine Billings, Missoula, Great Falls, Bozeman, Butte, Helena and Kalispell. Con i dati del censimento del 2000, queste città sono abitate dal 34% della popolazione dello Stato e le contee che ospitano queste città contengono più del 60% della popolazione del Montana Il centro geografico della popolazione del Montana è tuttavia situato nella scarsamente popolata Contea di Meagher, nella città di White Sulphur Springs.
Nello stato vi sono le seguenti riserve di nativi americani: Cabinet George & Nixon, Hungry Horse, Tiber, Fremo, Yellotail, Nelson, Fort Peck, Tongue River.
1. Billings 109577 ab.
2. Missoula 76955 ab.
3. Great Falls 60382 ab.
4. Bozeman 56123 ab.
5. Butte 35416 ab.
6. Helena 32315 ab.
7. Kalispell 28450 ab.
8. Anaconda 9510 ab.
9. Havre 9213 ab.
10. Miles City 8758 ab.

## Economia

Il Montana si posiziona secondo negli USA per birrifici pro capite

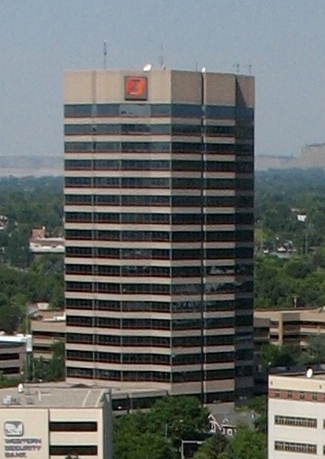
First Interstate Center nel centro di Billings, con 83 m il più alto edificio dello stato

Il Bureau of Economic Analysis stima che il prodotto interno lordo totale del Montana nel 2016 ammontasse a quasi 46 miliardi di dollari, facendo del Montana la 49ª economia degli Stati Uniti. Il reddito pro capite nel 2016 era di 39 356 $, ciò nonostante il costo della vita in Montana si classifichi di poco sopra la media nazionale.
Il Montana è un notevole centro di microbirrifici, posizionandosi secondo negli USA per numero di birrifici pro capite nel 2017. Vi sono grandi industrie di legname e di estrazione mineraria; le risorse dello Stato comprendono l'oro, il carbone, l'argento, il talco e la vermiculite. Vi sono numerose ecotasse sull'estrazione delle risorse.
Il turismo è molto importante per l'economia, con milioni di visitatori all'anno nel Parco nazionale dei ghiacciai, al Lago Flathead, sulle acque del fiume Missouri, al sito della battaglia del Little Bighorn; il Montana ospita tre dei cinque ingressi del Parco nazionale di Yellowstone.
L'imposta sul reddito nel Montana si divide in 7 scaglioni, che variano dal 1% al 6,9%.
Con pochissime eccezioni legate ad aree a bassa popolazione e massiccio afflusso di turisti lo stato del Montana non applica alcuna tassa sulle vendite, uno di soli 5 stati a non prevederla.
In Montana, le merci per la casa sono esenti da tasse di proprietà, tuttavia vigono tasse su pollai, macchinari agricoli, macchinari pesanti, automobili, camion e attrezzatura da impresa. L'ammontare delle tasse dovute allo Stato non è determinata solamente dal valore della proprietà: quest'ultimo viene moltiplicato per un coefficiente, stabilito dal Parlamento del Montana, per determinarne il valore tassabile. Il valore tassabile viene poi moltiplicato per un altro coefficiente stabilito da varie giurisdizioni, come il governo cittadino o della contea.
Il dato del luglio 2019 relativo al tasso di disoccupazione è del 3,4% con valori al di sotto del 3% nelle tre principali aree urbane dello stato.
Il Montana, dal 1987, è l'unico stato degli U.S.A. a prevedere protezioni per i lavoratori contro i licenziamenti senza giusta causa.

## Infrastrutture e trasporti

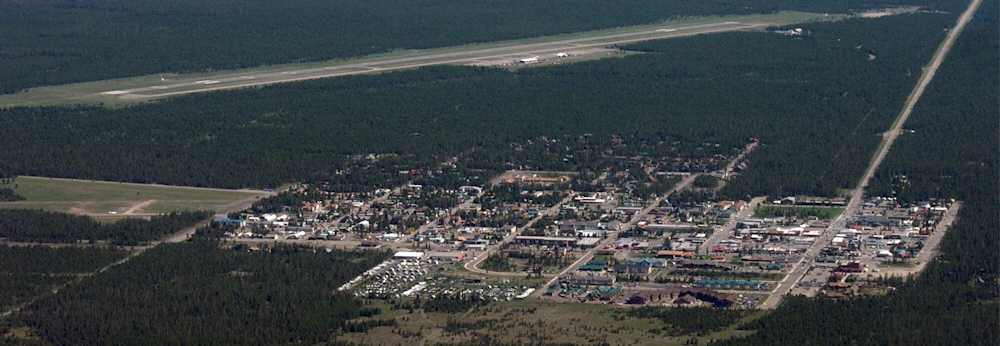
Aeroporto di Yellowstone, West Yellowstone

Le ferrovie sono state un importante metodo di trasporto nel Montana sin dagli anni ottanta del XIX secolo. Storicamente, lo Stato era attraversato dalle principali linee di tre percorsi transcontinentali est-ovest: la Milwaukee Road, la Great Northern Railway, e la Northern Pacific. Oggi, BNSF Railway è la maggiore ferrovia dello Stato, e il suo percorso transcontinentale incorpora la precedente linea della Great Northern attraverso lo Stato. Montana Rail Link, una compagnia privata di Classe II, opera sui percorsi Northern Pacific nel Montana occidentale.
Inoltre, il treno Empire Builder di Amtrak corre attraverso la parte settentrionale dello Stato, fermando a Libby, Whitefish, West Glacier, Essex, East Glacier Park, Browning, Cut Bank, Shelby, Havre, Malta, Glasgow e Wolf Point.
L'Aeroporto Internazionale di Bozeman Yellowstone è l'aeroporto più trafficato nello Stato del Montana, avendo superato l'Aeroporto Internazionale di Billings-Logan nel 2013. Gli altri principali aeroporti del Montana comprendono il Billings Logan, l'Aeroporto Internazionale di Missoula, l'Aeroporto Internazionale di Great Falls, l'Aeroporto Internazionale di Glacier Park, l'Aeroporto Regionale di Helena, l'Aeroporto di Bert Mooney e l'Aeroporto di Yellowstone. Otto comunità minori hanno aeroporto designati per il servizio commerciale, secondo il programma Essential Air Service.
Storicamente, la U.S. Route 10 fu la principale autostrada est-ovest che attraversava il Montana, collegando le principali città della parte meridionale dello Stato. Oggi è ancora il più importante corridoio tra est ed ovest nello Stato, ed è servito dalla Interstate 90 e Interstate 94, che seguono all'incirca lo stesso percorso della Northern Pacific. Le U.S. Route 2 e 12 e la Montana Highway 200 attraversano anch'esse l'intero Stato da est a ovest.
L'unica Interstate Highway che segue il percorso nord-sud è la Interstate 15; le altre grandi autostrade nord-sud sono la U.S. Route 87, 89, 93 e 191. L'Interstate 25 termina all'intersezione con la I-90 poco a sud del confine con il Montana, nel Wyoming.
Il Montana e il Dakota del Sud sono gli unici stati che condividono un confine che non è attraversato da una strada asfaltata. La Highway 122, la principale strada asfaltata di collegamento tra i due stati, passa attraverso l'angolo nord-orientale del Wyoming, tra Montana e Dakota del Sud.

## Amministrazione

### Legge e governo
L'attuale governatore è Greg Gianforte, eletto nel 2020, in una elezione che ha visto un'ampia affermazione del partito repubblicano in quasi ogni contea dello stato. Gianforte è entrato in carica il 4 gennaio 2021. Il suo predecessore, Steve Bullock, rimase in carica per due mandati. I due senatori del Montana sono Steve Daines (R) e Jon Tester, mentre l'attuale rappresentante dello Stato al Congresso è il repubblicano Matt Rosendale. Gianforte si candidò a governatore nel 2016, venendo però sconfitto da Bullock. In seguito, riuscì ad essere eletto rappresentante in una elezione speciale nel 2017, e fu confermato nel ruolo nella elezione del 2018.
Nel 1914 il Montana diede il voto alle donne e nel 1916 divenne il primo Stato ad eleggere una donna, la progressista repubblicana Jeannette Rankin, al Congresso degli Stati Uniti.
Il Montana è uno dei 18 stati USA ad avere il monopolio sulla vendita degli alcolici. La vendita di birra e vino è consentita regolarmente nei supermercati, mentre vigono restrizioni sui liquori acquistabili solo in negozi gestiti dallo Stato, con orari di apertura controllati per legge. Il costo di una licenza per la vendita di alcolici in ristorante è elevato e molte contee offrono un numero esiguo di licenze, mentre invece è facile acquisire licenze per alcune forme di gioco d'azzardo. È invece vietato il gioco d'azzardo online.

### Politica
La politica nello Stato è sempre stata competitiva, con i democratici che di solito ottenevano la maggioranza grazie al sostegno tra i minatori sindacalizzati e i lavoratori delle ferrovie. Le battaglie su larga scala coinvolsero la grande compagnia Anaconda Copper, con sede a Butte e controllata dagli interessi dei Rockfeller, finché questa non chiuse negli anni settanta. Fino al 1959 la compagnia possedeva cinque dei sei maggiori quotidiani dello Stato.
Storicamente, il Montana è stato uno swing state di votanti che tendono ad eleggere persone di entrambi gli schieramenti. Attraverso il XX secolo lo Stato ha seguito la tradizione di inviare a Washington liberali e conservatori a Helena. Tra il 1988 ed il 2006 lo schema è cambiato, con gli elettori che hanno privilegiato i conservatori per le cariche federali. Dal 1968 al 1988 lo Stato è stato dominato dal Partito Democratico, con governatori democratici per circa 20 anni, e una maggioranza democratica in entrambe le delegazioni nazionali al Congresso e durante molte legislature del parlamento dello Stato. Questa tendenza è però mutata dal 1988, quando il Montana ha eletto un repubblicano come governatore per la prima volta dal 1964 ed ha inviato un repubblicano al Senato degli Stati Uniti per la prima volta dal 1948. Questa tendenza è continuata fino al ridisegno dei distretti del parlamento dello Stato, che ha avuto effetto dal 1994, quando i repubblicani hanno preso il controllo di entrambe le camere del parlamento, consolidando il dominio del partito che è durato fino al successivo ridisegno nel 2004; questa modifica ha prodotto molti più distretti divisi tra democratici e repubblicani, ed ha portato un breve periodo di maggioranza democratica verso la metà degli anni 2000.
Nelle elezioni presidenziali il Montana fu a lungo classificato come swing state, anche se lo Stato vota per il candidato repubblicano dal 1952, con sole due eccezioni. Lo Stato ha sostenuto un democratico alla presidenza per l'ultima volta nel 1992, quando Bill Clinton ha ottenuto la maggioranza dei voti. In tutto, dal 1889 lo Stato ha votato per governatori democratici il 60% delle volte, e per presidenti democratici il 40% delle volte, con numeri opposti per i repubblicani. Alle elezioni del 2008 il Montana fu considerato swing state, e alla fine vinse il repubblicano John McCain, anche se con uno stretto margine del 2%.
Durante le elezioni presidenziali 2016, gli elettori del Montana diedero fiducia a Bernie Sanders nelle primarie democratiche e a Donald Trump sia nelle primarie repubblicane che nelle elezioni generali, queste ultime con una percentuale del 56%. È tuttavia possibile notare una forte differenza tra le aree urbanizzate, quali Missoula e Bozeman, nelle quali la vittoria è andata a Clinton, e le aree rurali che invece si sono schierate in maggioranza con Trump. Questo è un tema comune nella politica del Montana, in cui aree urbanizzate, invero poche ma in rapido sviluppo, e le aree a forte presenza di nativi americani, tendono a votare democratico, e le aree rurali a maggioranza di popolazione bianca cristiana e di discendenza anglosassone, tendono a votare repubblicano.
Ciò influisce anche sulla politica statale, in cui si osserva un frequente trend di divisione dei voti e delle cariche governative, ove ad esempio i repubblicani hanno la maggioranza nel parlamento dello Stato, ma il governatore è democratico. Il ramo legislativo divise il controllo della Camera e dei Senato tra i diversi partiti tra il 2004 e il 2010, quando le elezioni di metà mandato fecero tornare entrambe le camere sotto controllo repubblicano. Il Senato del Montana, nel 2019, è controllato dai repubblicani con 32 seggi contro 18, e la Camera dei rappresentanti ha 59 seggi repubblicani contro 41 democratici.
Il Montana ha inviato a Washington solo un delegato alla Camera dei rappresentanti degli Stati Uniti a partire dal 1990. Questa situazione è cambiata nelle elezioni del 2022, quando (a seguito del censimento del 2020) il Montana ha nuovamente acquisito un secondo seggio. Come tutti gli altri stati, Il Montana ha due senatori.

#### Tendenze attuali
Un sondaggio del novembre 2011 ha mostrato che il 37% dei votanti del Montana sosteneva la legalizzazione dei matrimoni tra persone dello stesso sesso, mentre il 51% vi si opponeva e il 12% non era certo. Una domanda separata sulla stessa materia ha scoperto che il 62% dei rispondenti sostiene tuttavia il riconoscimento delle coppie dello stesso sesso, con il 32% che sostiene il matrimonio tra uomini o donne, il 30% che sostiene le unioni civili e il 35% che si oppone ad ogni riconoscimento legale.